# Trichoniscoides scabrous
Trichoniscoides scabrous är en kräftdjursart som beskrevs av Walter E. Collinge 1917G. Trichoniscoides scabrous ingår i släktet Trichoniscoides och familjen Trichoniscidae. Inga underarter finns listade i Catalogue of Life.